# Luigi della Fabbra
Luigi della Fabbra (né le 25 novembre 1655, mort le 5 mai 1723 à Ferrare) est un médecin italien.

## Biographie
Il est le fils de Francisco della Fabra, chirurgien de Ferrare. Après des études de philosophie chez les Dominicains, il entreprend des études de médecine sous la direction du professeur Girolamo Nigrisoli (père de Francesco Maria Nigrisoli). Il obtient le titre de docteur en 1678.
Médecin auprès du marquis de Bentivoglio pendant six ans, il devient professeur de médecine de la Faculté de Ferrare, où il se fait une grande réputation d'enseignant jusqu'à sa retraite en 1721.
Il meurt à Ferrare le 5 mai 1723,. 

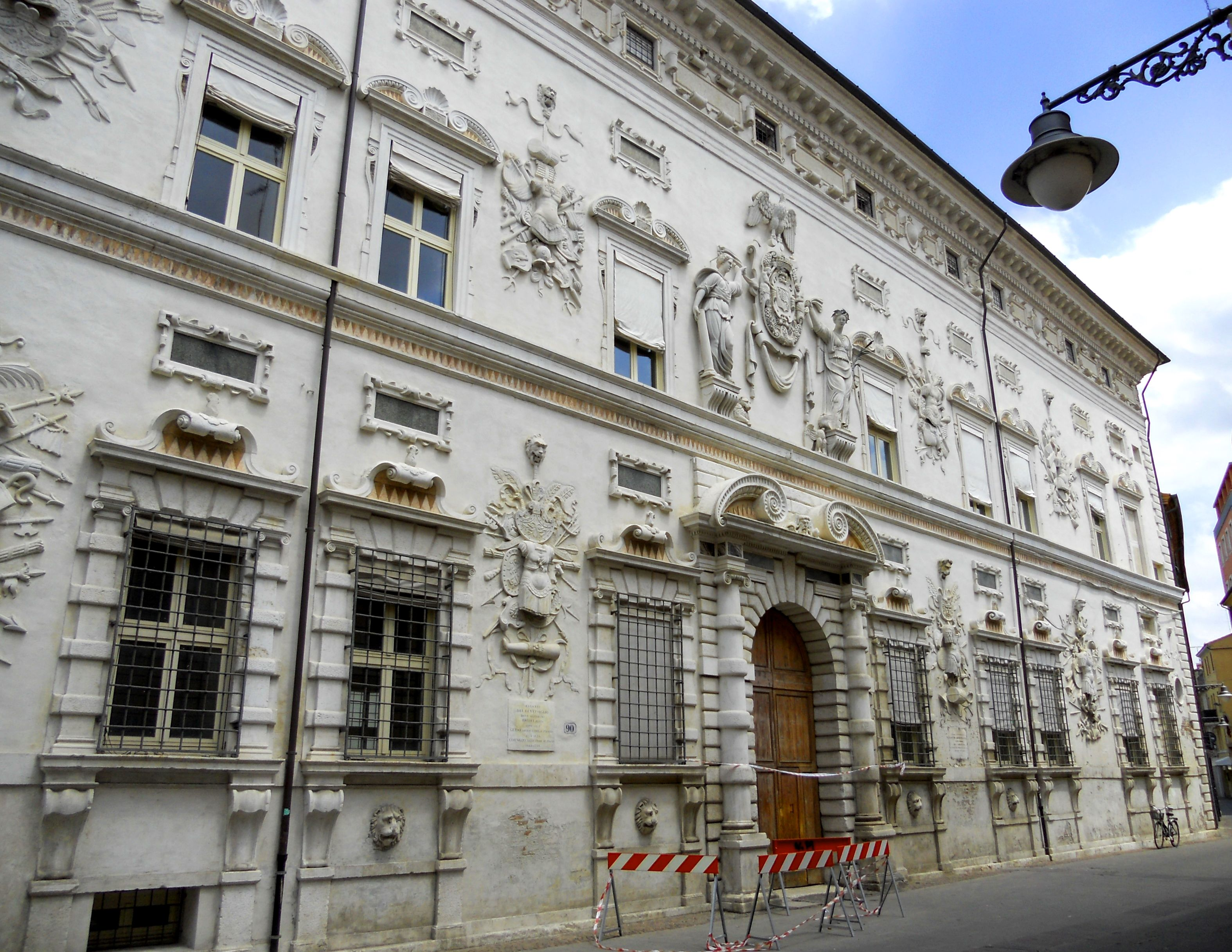
Facade du Palazzo Bentivoglio (Ferrare).

## Travaux
Il a rédigé plusieurs lettres et dissertations, publiées de 1700 à 1710, et recueillies en un seul volume in-4 Dissertationes physico-medicae, Ferrare, 1712, ouvrage dédié à Cornelio Bentivoglio (1668-1732),. Ces textes sont surtout consacrés à l'hygiène alimentaire portant sur le vin et les eaux minérales, et de nouveaux produits devenus courants :  alcools, tabac, chocolat, café et thé. 
Il dénonce en particulier l'abus du tabac dont il distingue des états aigus et chroniques. Cependant, malgré quelques observations exactes, il se réfère aux opinions communes, plutôt qu'à une science médicale, pour faire un lien direct entre ces nouveaux produits et les maladies les plus répandues de son temps.